# Norbert Lammert
Norbert Lammert (Bochum,  16. studenoga 1948.) je njemački političar. Član je Kršćansko-demokratske unije (CDU). Od 2005. obnaša dužnost predsjednika njemačkog Bundestaga. Od 2002. bio je njen dopredsjednik, a od 1989. do 1998. parlamentarni državni tajnik u vladi Helmuta Kohla. Od 1980. zastupnik je njemačkog Bundestaga. Doktorirao je 1975. na Sveučilištu u Bochumu (Ruhr-Universität Bochum) o ulozi organizacijskih struktura političkih stranaka. Po vjeroispovijedi je katolik.

## Vanjske poveznice
Mrežna stranica Norberta Lammerta